# Washington Poyet
Washington Augusto Poyet Carreras (Montevideo, 12 gennaio 1939 – Montevideo, 16 giugno 2007) è stato un cestista uruguaiano.

## Carriera
Con l'Uruguay ha disputato due edizioni dei Giochi olimpici (Roma 1960, Tokyo 1964) e due dei Campionati del mondo (1959, 1967).